# Cyphosperma voutmelense
Cyphosperma voutmelensis es una especie de palmera que es originaria de Vanuatu donde se limita a la península de Cumberland y Espírito Santo, con menos de 100 individuos maduros conocidos. Está considerada en peligro de extinción por pérdida de hábitat. 

## Taxonomía
Cyphosperma voutmelense fue descrita por John Leslie Dowe y publicado en Principes 37(4): 209. 1993.
Etimología
Cyphosperma: nombre genérico de derivada de kyphos = "doblada, encorvada" y sperma = "semilla", probablemente refiriéndose a las jorobas irregulares y crestas en la semilla.
voutmelense: epíteto